# Péritonite infectieuse féline
 Mise en garde médicale
La péritonite infectieuse féline (PIF) est une maladie infectieuse des félidés due au coronavirus félin (FCoV), dont le pronostic est presque toujours fatal.
La PIF est une réinfection aggravée du FCoV. Le FCoV a normalement un tropisme pour les cellules intestinales et provoque une maladie relativement bénigne.
En présence d'anticorps facilitants, le FCoV (alors appelé FECV Feline Enteric CoronaVirus), induit une péritonite infectieuse féline et développe un tropisme pour les globules blancs macrophages où le virus se reproduit. La réponse immunitaire cause une réaction fortement inflammatoire dans les tissus environnants. L’incidence de la maladie est de 1 pour 5 000 ménages où vivent un ou deux chats.

## Transmission et infection
La prévalence du FCoV est très importante, en particulier lorsque de nombreux chats cohabitent. La contamination se fait par ingestion (transmission féco-orale) ou inhalation. Les fèces constituent la source la plus fréquente ; des surfaces contaminées telles que la vaisselle et les tissus peuvent également être incriminés.
La plupart des chats infectés par le FCoV ne développent aucun signe clinique, si ce n’est une diarrhée légère. Pour contracter une PIF, il faut que le chat soit réinfecté par le FCoV ou qu'il ait été vacciné contre le FCoV avec un virus inactivé ou un vaccin ciblant la seule protéine S. Si le taux d'anticorps est très élevé, les anticorps sont neutralisants. Lorsque le taux d'anticorps baisse, la balance entre anticorps neutralisants et facilitants s'inverse, et le chat risque une réinfection aggravée.

### Anticorps neutralisants
En temps normal, les anticorps contre la protéine S ou spike du virus neutralisent le FCoV. Une fois opsonisés (c'est-à-dire « enrobés ») par des anticorps, les résidus de virus sont gobés par des globules blancs (les macrophages) via les récepteurs Fc. Un récepteur Fc est une protéine transmembranaire présente à la surface des globules blancs.

### Anticorps facilitants
Les anticorps ciblant la séquence d’acides aminés IVGAITAVN du FCoV, située aux codons 767-776 de la protéine S, ne sont pas neutralisants mais facilitants. Une fois opsonisés par des anticorps facilitants, les FCoV non neutralisés sont absorbés par les globules blancs. Le problème est que le FCoV est un coronavirus capable de se reproduire dans les macrophages. En présence d’anticorps facilitants, le FCoV perd son tropisme intestinal et développe un tropisme pour les macrophages où il se réplique activement. Ce qui dégénère en péritonite infectieuse féline (PIF),,,.
À noter que le chat peut contracter une PIF après avoir contracté le coronavirus canin (CCoV). Les anticorps facilitants du CCoV correspondent à la séquence IVGAMTSIN située aux codons 753-762 de la protéine S. La séquence IVGAMTSIN du CCoV reconnaît la séquence IVGAITAVN du FCoV, et génère donc des anticorps facilitants chez le chat.
Le risque de contracter une PIF est accru chez les chats très jeunes ou très vieux, ou encore chez les sujets immunodéprimés (atteints de leucose par exemple). Aussi, un facteur stressant, tel qu'une opération chirurgicale, peut contribuer au développement de la maladie.

## Signes cliniques
La maladie peut prendre deux formes différentes : sèche ou humide. Cette dernière, représentant 60 à 70 % des cas, connait une évolution plus rapide.

### Forme sèche
La PIF sèche se manifeste par un manque d’appétit accompagné de fièvre et d’un ictère. Le chat présente généralement des signes oculaires ou neurologiques. Il peut par exemple montrer des difficultés à marcher et se tenir debout, ou encore devenir aveugle.
Les symptômes neurologiques se présentent dans la forme sèche ou humide[réf. nécessaire] lorsque le virus traverse la barrière hémato-encéphalique. À partir de ce moment, la maladie évolue rapidement. Le félin perd petit à petit sa motricité, provoquant au départ une asthénie, puis, une paralysie. En ce cas, le tractus intestinal pourrait être ralenti au début, puis absent. Si la paralysie apparaît, on observe d'abord une constipation puis rapidement, l'incapacité à déféquer. Idem pour le système urinaire, on peut observer une rétention d'urine et un globe vésical au niveau de la vessie. Dans les deux cas, le chat cesse d'aller dans sa litière car il ne ressent plus l'envie d’uriner.
En résumé, les symptômes intestinaux et urinaires peuvent être confondus avec d'autres maladies félines mais lorsqu'ils sont accompagnés de plusieurs signes cliniques neurologiques, ils peuvent contribuer à poser le diagnostic.

### Forme humide

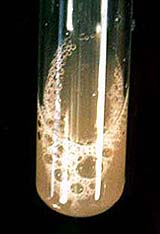
Liquide caractéristique de la forme humide.

La PIF humide est caractérisée par l’accumulation de liquide dans les cavités : abdomen (ascite) ou thorax (épanchement pleural). L'accumulation de liquide peut causer des difficultés respiratoires (dyspnée). Comme pour la forme sèche, le sujet perd l’appétit et développe fièvre et ictère. L'amaigrissement est fréquent.

## Diagnostic

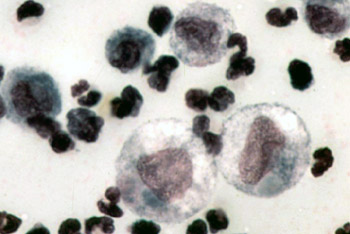
Cytologie du liquide montrant des neutrophiles, des macrophages et des lymphocytes.

Les symptômes de la PIF ne sont pas circonscrits à cette maladie, ce qui peut rendre le diagnostic malaisé. Pour la forme sèche, une hyperglobunémie polyclonale associée à une anémie non régénérative peuvent orienter le diagnostic. Une sérologie positive au coronavirus n'est pas indicative de la maladie. La forme humide se manifeste par la présence d'un épanchement pleural ou abdominal caractéristique : exsudat aseptique de couleur jaune citrin présentant un taux protéique supérieur à 25 g/L et une densité supérieure à 1,025. Le diagnostic peut être confirmé post-mortem par une analyse histologique des tissus biologiques.

## Traitement
Il n’existait aucun traitement officiellement autorisé contre la PIF, jusqu'à l'autorisation de mise sur le marché du GS-441524. Les soins étaient alors essentiellement symptomatiques (traitement de la fièvre et des difficultés respiratoires), du moins aussi longtemps qu’une certaine qualité de vie peut être assurée. Le vétérinaire pouvait prescrire de la prednisolone ou d’autres médicaments immunosuppresseurs, sauf en cas d’infections concomitantes. La forme humide est généralement d’évolution très rapide par rapport aux formes dites « sèches » (sans effusions abdominales ou pleurales).
Quelques cas de rémissions par interféron oméga félin (en) ont été rapportés.
L’isolement n’est pas nécessaire car la forme mutée du coronavirus ne se trouve que dans les macrophages et n’est pas excrétée.
Le GS-441524, prodrogue du Remdésivir — les deux brevetés par le laboratoire Gilead Sciences, le second en particulier pour le traitement des formes graves de la Covid-19 — s'est révélé efficace lors d'un essai clinique, où il a permis de guérir la grande majorité des chats malades. Ce traitement est désormais autorisé sur le marché. Le détenteur du brevet (Gilead) n'avait jusqu'à présent pas l'intention de céder les droits d'exploitation de la molécule pour développer un médicament vétérinaire.

### Immunostimulants
Les immunostimulants sont des médicaments qui augmentent l'activité du système immunitaire contre le virus. Les médicaments les plus courants de cette classe pour le traitement de la PIF sont l'interféron félin recombinant oméga (Virbagen Omega, Virbac) ou l'interféron humain alpha-2b. Comme le système immunitaire finit par cibler la version humaine parce qu'il s'agit d'un antigène étranger, la version féline de l'interféron félin est plus efficace.

### Médicaments anti-inflammatoires
Un médicament anti-inflammatoire contre la PIF est recommandé.
Les médicaments immunosuppresseurs affaiblissent le système immunitaire afin de réduire l'inflammation. Le principal médicament immunosuppresseur utilisé dans la PIF est la prednisolone, un corticostéroïde. Il n'existe pas d'études contrôlées par placebo montrant que la prednisolone est meilleure que d'autres médicaments anti-inflammatoires.

## La prévention

### Vaccination
Il n'existe pas de vaccin efficace contre le FCoV. La vaccination par ADN avec des plasmides codant des protéines du FCoV ne génère pas d'immunité. Au contraire, il a été observé que les anticorps dirigés contre la protéine d'adhésion FIPV exacerbent la maladie.

### La prévention
Les chatons sont protégés de l'infection par les anticorps dérivés de la mère jusqu'à ce qu'ils soient sevrés, généralement vers l'âge de 5 à 7 semaines ; il est donc possible d'empêcher les chatons d'être infectés en les éloignant des sources d'infection. Cependant, le FCoV est un virus très contagieux et une telle prophylaxie nécessite des pratiques d'hygiène strictes.

## Dans le film
Le film Aeris, réalisé en 2018 par Paul Castro Jr et Eli Miller, avec Frank Diehl, Arabella Oz et Betsy Aidem, raconte l'histoire d'un chaton né avec la PIF, acheté dans une animalerie, et les douze jours que ses propriétaires passent avec lui,. Le film a été primé au Garden State Film Festival 2018 dans la catégorie des nouvelles, et a remporté le Golden Kahuna aux Honolulu Film Awards 2018.